# Форест (Илиноис)
Форест (енгл. Forrest) град је у америчкој савезној држави Илиноис.

## Демографија
По попису из 2010. године број становника је 1.220, што је 5 (-0,4%) становника мање него 2000. године.
| Група             | 2000.         | 2010.         |
| Белци             | 1.165 (95,1%) | 1.135 (93,0%) |
| Афроамериканци    | 7 (0,6%)      | 5 (0,4%)      |
| Азијати           | 2 (0,2%)      | 2 (0,2%)      |
| Хиспаноамериканци | 33 (2,7%)     | 75 (6,1%)     |
| Укупно            | 1.225         | 1.220         |